# Gemeines Weißmoos
Das Gemeine Weißmoos (Leucobryum glaucum), auch Echtes Weißmoos, regional auch Ordenskissenmoos genannt, ist ein Moos aus der Familie der Leucobryaceae, das in nassem Zustand hellgrüne, in trockenem Zustand dagegen weißliche, aufgewölbte Polster bildet. Es ist eines der wenigen Moose, die zu Dekorationszwecken verwendet werden.

## Merkmale
Die Stämmchen des Weißmooses erreichen meist um die 10 cm Höhe, können aber auch bis 20 cm hoch werden. Sie bilden etwa 10 bis 20 cm breite, kompakte, rundliche Polster aus, die ihrerseits Rasen bilden können. Die am Stämmchen dicht gestellten Blättchen stehen aufrecht ab oder sind schwach einseitswendig. Sie sind 5 bis 12 mm lang, ganzrandig, lanzettlich geformt und an der Blättchenspitze fast röhrenförmig eingerollt. Am Grund sind diese eiförmig. Die Blättchenbasis ist hell gesäumt und weist gestreckte Zellen auf, wogegen der Rest des Blättchens über fast rechteckige Zellen verfügt. Die Blättchenrippe ist sehr breit und besteht aus drei bis 8 Schichten aus Chlorocyten und Hyalocyten.  Die purpurne Seta trägt geneigte, gekrümmte Kapseln, die 16 Peristomzähne aufweisen und bis zur Mitte zweischenklig sind. Sporenkapseln werden nur sehr selten gebildet. Die vegetative Verbreitung erfolgt durch abbrechende „Bruchblätter“.

## Verbreitung und Standort
Das Moos ist in Europa verbreitet. Darüber hinaus kommt es auch in Asien, Nord- und Mittelamerika vor. Es wächst auf sauren, zumindest zeitweise vernässten, kalkfreien Standorten, insbesondere auf Rohhumus in Nadelwäldern und -forsten sowie in Mooren und auch auf Silikatgestein. Es ist außerdem auf Totholz und Torf zu finden.

## Verwendung
Das Gemeine Weißmoos ist eines der wenigen Moose, die eine wirtschaftliche Bedeutung haben. Seine Polster werden manchmal zu Dekorationszwecken benutzt, beispielsweise als Schmuck in Weihnachtskrippen oder in Modelllandschaften sowie in der Floristik als „Weißkissen“ für Blumengestecke.

## Etymologie
Der Name geht auf Hampe 1837 zurück, von griechisch leucos „weiß“ und bryon „Moos“.

## Sonstiges
Das Gemeine Weißmoos wurde von der Bryologisch-lichenologischen Arbeitsgemeinschaft für Mitteleuropa (BLAM) als Moos des Jahres 2009 ausgezeichnet. Die Art ist in Deutschland geschützt, sie steht unter Naturschutz. Damit soll verhindert werden, dass durch übermäßiges Absammeln der Bestand zusammenbricht.